# Руох Сопхеап
Руох Сопхеап (кхмер. រស់ សុភាព) — активистка за права женщин из Камбоджи.

## Деятельность
Руох работает старшим менеджером в организации Gender and Development for Cambodia (Гендерные вопросы и развитие в Камбодже). GADC создан с целью предотвращения насилия над женщинами. Кроме того активисты организации поощряют женщин и особенно молодых девушек стать эффективными и уверенными лидерами. При этом в обществе активистками GADC культивируется поддержка женского лидерства и гендерного равенства и участия в национальных и региональных форумах, поддерживающих гендерное равенство.
Представитель Организации Объединённых Наций в Камбодже заявил, что исследование показало, что каждая из пяти женщин в Камбодже претерпела физическое или сексуальное насилие со стороны своих партнеров. Почти половина этих женщин никому не доверяют и не сообщают о злоупотреблениях власти.